# Haux, Gironde
Haux är en kommun i departementet Gironde i regionen Nouvelle-Aquitaine i sydvästra Frankrike. Kommunen ligger i kantonen Créon som tillhör arrondissementet Bordeaux. År 2022 hade Haux 843 invånare.

## Befolkningsutveckling
Antalet invånare i kommunen Haux
Referens:INSEE